# Sierra de Tamaulipas
La sierra de Tamaulipas est un massif de montagnes isolé, semi-tropical, situé dans le sud de l'État du Tamaulipas au Mexique. Son point culminant s'élève à 1 260 m d'altitude.

## Géographie

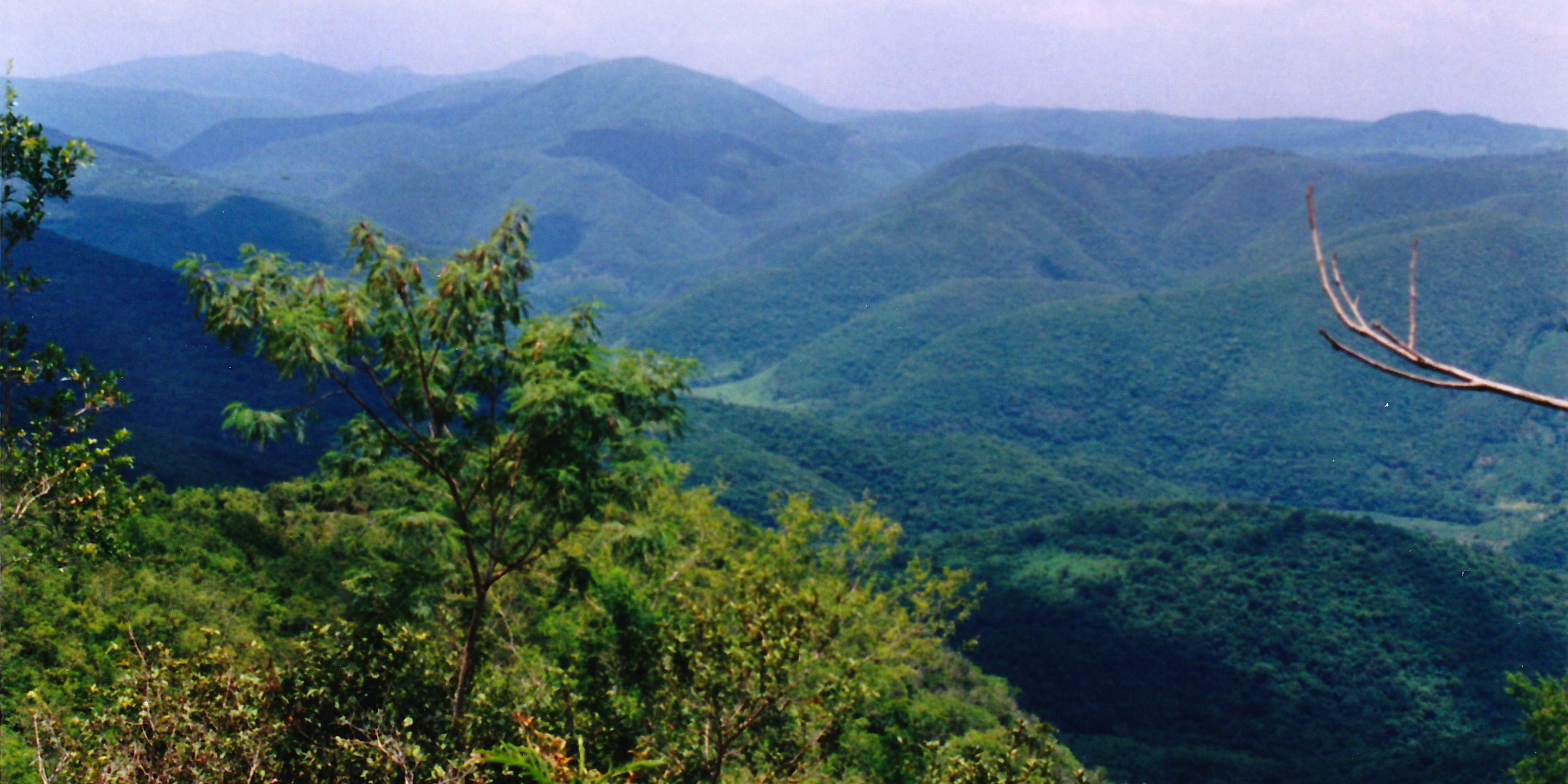
Vue de la sierra de Tamaulipas.

Ce massif montagneux est situé dans la partie sud de l'État de Tamaulipas, à distance des côtes du golfe du Mexique et s'étend du sud-sud-ouest au nord-nord-est. Il donne naissance à plusieurs fleuves, dont le río Tigre et le río Carrizales, qui se jettent à l'est dans le golfe du Mexique, dans la municipalité d'Aldama.

## Faune et flore
La présence du jaguar dans la sierra a été l'une des raisons qui a permis d'inclure le massif dans une aire naturelle protégée. La sierra de Tamaulipas est une aire naturelle protégée depuis 2016,.